# 南足柄神社

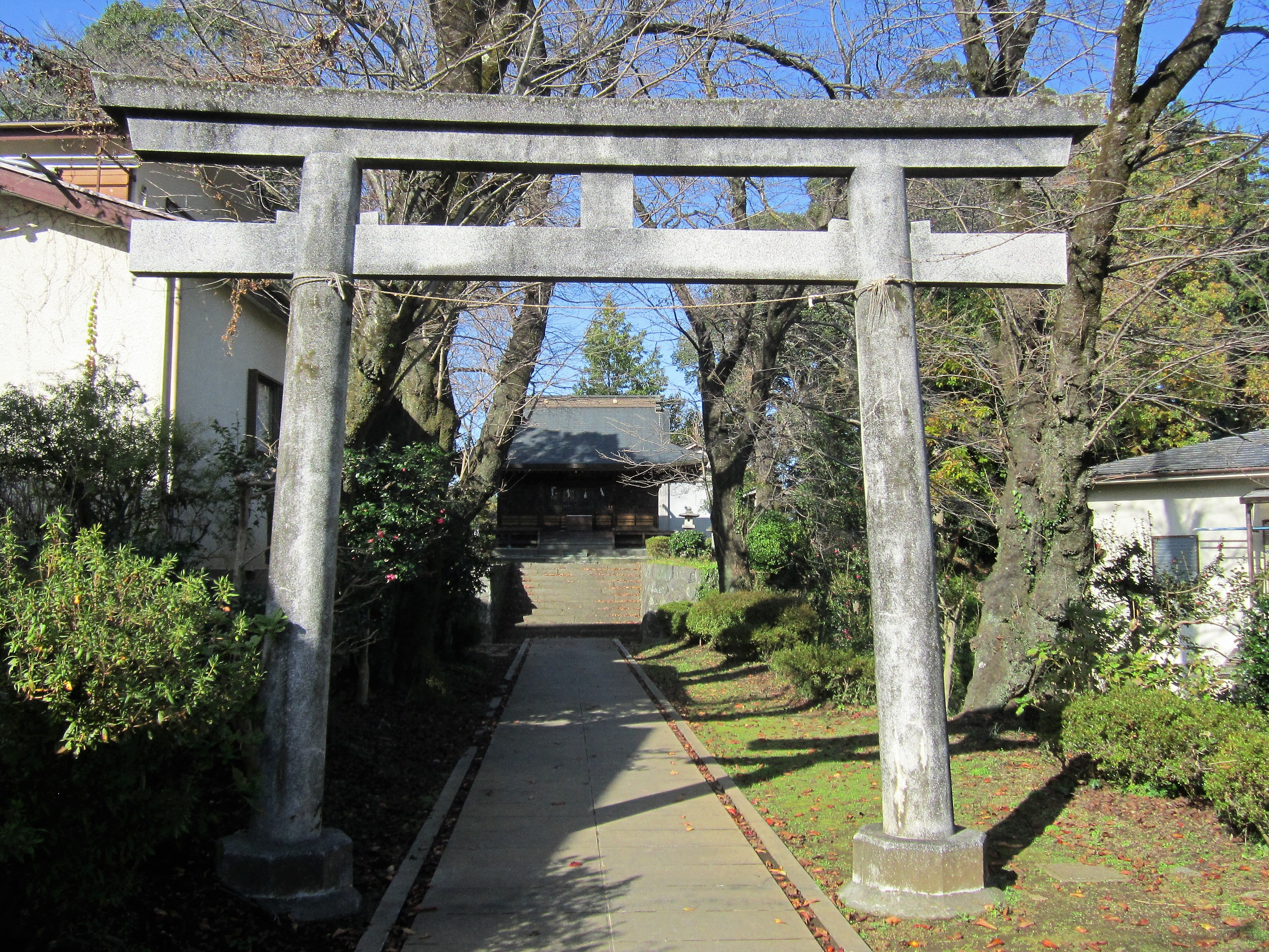
鳥居

南足柄神社（みなみあしがらじんじゃ）とは、神奈川県南足柄市飯沢にある神社。
現在は足柄神社の兼務社となっている。

## 概要
大雄山駅から県道723号沿いに南西へと最乗寺に向かう途中に所在している。
創建は不詳だが、最乗寺が創建された年（1394年）には既に存在していたとされる。
江戸時代までは「飯澤八幡/飯澤大明神」などと称されて来たが、1873年（明治6年）7月に「飯澤神社」と改め、1910年（明治43年）5月15日、南足柄村の村内にあった11社と3神を合祀して「南足柄神社」と改称、村社に指定された。 

## 祭神
- 誉田別命（八幡大菩薩）
- 大日孁命
- 少名彦命
- 速玉男命
- 保食命
- 大山祇命
- 市杵島姫命
- 手力雄命
- 天之御中主命
- 事代主命
- 白山比売命
- 素盞嗚命